# Джіу-джитсу (фільм)
Джіу-джитсу — американський науково-фантастичний фільм про бойові мистецтва 2020 року, режисером і співавтором якого став Дімітрі Логофетіс. Фільм заснований на однойменному коміксі 2017 року його та Джима Макграта. Фільм став касовим провалом, зібравши менше ніж 100 000 доларів при бюджеті понад 25 мільйонів доларів, і здобув переважно критичну оцінку.

## Про фільм
Кожні шість років стародавній орден бійців джіу-джитсу об'єднує свої сили, щоб боротися із зловісною расою інопланетних загарбників.
Однак коли прославлений воїн зазнає поразки, доля планети та людства висить на волосині.

## Знімались
| Актор            | Роль     |
| ---------------- | -------- |
| Ален Муссі       | Джейк    |
| Ніколас Кейдж    | Вейлі    |
| Едді Стіплз      | Текс     |
| Рік Юн           | Санд     |
| Марі Авгеропулос | Міра     |
| Тоні Джаа        | Куенг    |
| Френк Ґрілло     | Гарріган |
| Джу Джу Чан      | Кармен   |
| Ріган Мачадо     | Віктор   |